# U-Bahnhof Moscova
Der U-Bahnhof Moscova ist ein unterirdischer Bahnhof der U-Bahn Mailand. Er befindet sich unter der gleichnamigen Straße (via della Moscova).

## Geschichte
Der U-Bahnhof Moscova wurde am 3. März 1978 bei der Inbetriebnahme der Teilstrecke Garibaldi FS–Cadorna FN der Linie M2 eröffnet.

## Lage
Der U-Bahnhof Moscova befindet sich unter dem Largo La Foppa an der Kreuzung des Corso Giuseppe Garibaldi mit der Via della Moscova.
Der Bahnhof hat zwei Gleise mit Seitenbahnsteigen. Die Bahnsteigebene wurde zum ersten Mal in Mailand aufgrund vom fehlenden Platz an der Oberfläche mit Schildvortrieb gebaut. Die Verteilerhalle wurde wie üblich in offener Bauweise gebaut und befindet sich westlich der Gleise.
Die architektonische Ausstattung wurde wie bei allen Bahnhöfen der Linien M1 und M2 von den Architekten Franco Albini und Franca Helg und vom Grafiker Bob Noorda gestaltet und ist von rotgefarbenen Wandpaneelen aus gehärtetem Glas geprägt.

## Anbindung
| Linie | Verlauf |
| ----- | --- |
|       | Cologno Nord – Cologno Centro – Cologno Sud – Gessate – Cascina Antonietta – Gorgonzola – Villa Pompea – Bussero – Cassina de’ Pecchi – Villa Fiorita – Cernusco sul Naviglio – Cascina Burrona – Vimodrone – Cascina Gobba – Crescenzago – Cimiano – Udine – Lambrate FS – Piola – Loreto – Caiazzo – Centrale FS – Gioia – Garibaldi FS – Moscova – Lanza – Cadorna FN – Sant’Ambrogio – Sant’Agostino – Porta Genova FS – Romolo – Famagosta – Abbiategrasso – Assago Milanofiori Nord – Assago Milanofiori Forum |